# Максимово (Галичский район)
Максимово — деревня в Ореховском сельском поселении Галичского района Костромской области России. 

## География
Деревня расположено на берегу речки Поздеевки или ручья Котелки.

## История
Согласно Спискам населенных мест Российской империи в 1872 году сельцо Максимово и усадьба Новодмитриевское (Максимово) относились к 1 стану Галичского уезда Костромской губернии. В сельце числилось 18 двор, проживало 80 мужчин и 92 женщины, а в усадьбе — 1 двор с 5 мужчинами и 6 женщинами. В сельце имелось 3 маслобойных завода
Согласно переписи населения 1897 года в деревне проживало 207 человек (89 мужчин и 118 женщин).
Согласно Списку населенных мест Костромской губернии в 1907 году деревня относилась к Котельской волости Галичского уезда Костромской губернии. По сведениям волостного правления за 1907 год в ней числилось 38 крестьянских дворов и 230 жителей. В деревне имелось два маслобойных завода. Основным занятием жителей деревни, помимо земледелия, были плотницкий промысел и извоз.
До муниципальной реформы 2010 года деревня также входила в состав Ореховского сельского поселения.